# Ford Puma
El Ford Puma es un automóvil del segmento B fabricado y comercializado por Ford Motor Company exclusivamente para Europa entre los años 1997 y 2002.
Se trata de un cupé pequeño de tres puertas y de atrevido y acertado diseño, el cual seguía las pautas de lo que entonces Ford denominaba "New Edge", estilo que inauguró con el Ford Ka y que tuvo su mayor representante en el Ford Focus de primera generación.
Ford lanzó el Puma con la intención de dar un golpe de mano en un segmento del mercado que en aquella época (1997) se encontraba en pleno auge y que a mediados de la primera década del siglo XXI se dio prácticamente por desaparecido. Los principales rivales del Puma en el nicho de los "pequeños cupés asequibles" eran el Toyota Paseo, Mazda MX-3, Hyundai Coupe, Renault Mégane Coupé, y, sobre todo, el Opel Tigra, que al igual que el Puma derivaba de un turismo del segmento B.

## Historia
La continua guerra por la supremacía que siempre han mantenido los dos gigantes de la automoción mundial (Ford Motor Company y General Motors) tuvo en este minúsculo segmento del mercado europeo otra encarnizada batalla. Opel había desarrollado su pequeño Tigra sobre el utilitario Corsa. Ford hizo lo propio (dos años más tarde que Opel) desarrollando el Puma sobre el bastidor del Fiesta y, para hacer aún más evidente el objetivo de su lanzamiento, bautizó a su nueva criatura con otro nombre de felino. 
Pasada casi una década, las marcas se decidieron a abandonar la fabricación de pequeños cupés cerrados y optaron por el desarrollo de descapotables, entre los que se encuentran el Peugeot 206 CC (pionero en este segmento), el Opel Tigra Twintop y el Ford StreetKa.
El lanzamiento publicitario del Puma también fue novedoso, puesto que el anuncio que se pudo ver en cine y televisión contó con la participación estelar de Steve McQueen. Gracias a un montaje de impecable factura, se pudo ver al desaparecido actor conduciendo el modelo por las calles de San Francisco. Las imágenes y la música para el anuncio se tomaron de la película Bullitt.

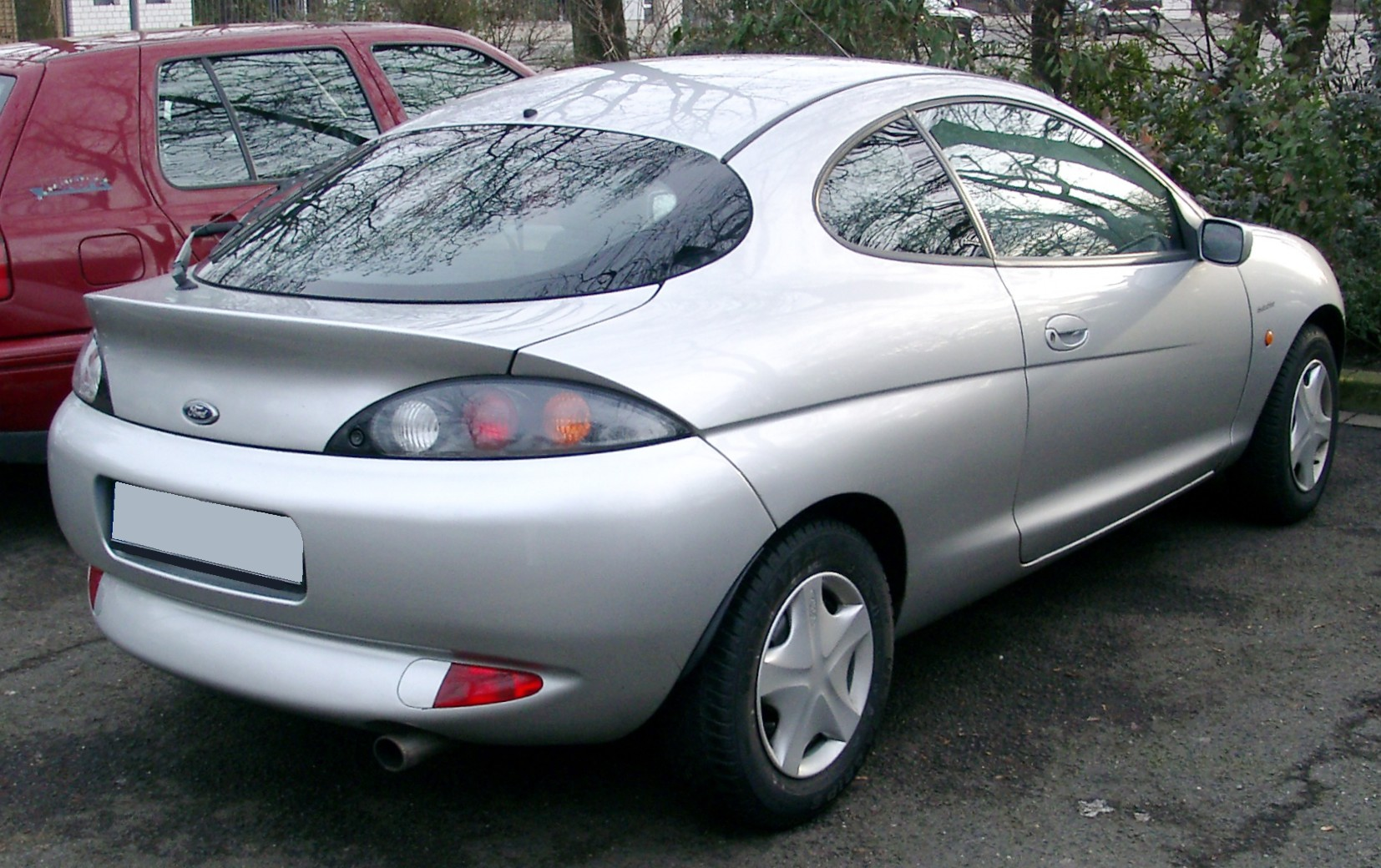
Ford Puma.

### Versiones
Al principio de su andadura comercial en España, el Puma contaba con dos versiones. La básica equipaba el motor Zetec de aluminio de 1,4 L y 90 CV, el mismo que se utilizaba en el Fiesta (como ya se señaló anteriormente, el Puma se desarrolló sobre la base de este popular utilitario). 
La versión superior montaba en exclusiva un motor de 1,7 L y 125 CV. Este motor, que también es una variante del Zetec, era construido por Yamaha, y cuenta con camisas secas tratadas al nikasil y distribución variable. Con toda esta tecnología, se consiguen unas prestaciones claramente superiores a la versión de 1,4 L y a la del resto de rivales. El dato fundamental es que, gracias a la distribución variable, ofrece el 80% del par máximo a tan sólo 1800 rpm, por lo que las recuperaciones y aceleraciones son excelentes. Por otra parte, este motor es capaz de girar a 6500 rpm, momento en el que se produce el corte de inyección. El motor 1,7 construido por Yamaha destacaba también por su fiabilidad y su sonido. La versión 1,7 también trae un limitador de par en primera, por lo que  influye en su aceleración en el 0 a 100 km/h.
Por su parte, el cambio de velocidades es todo un acierto. De recorridos cortos, muy preciso y de tacto metálico, su uso se convierte en todo un placer. Los desarrollos elegidos por el fabricante para todas las marchas son muy cortos, lo que se agradece en conducción deportiva, pero para autovías y autopistas, se echa de menos una sexta relación de desahogo, puesto que en quinta, a 130 km/h, el motor gira a 4000 rpm
Los frenos cumplen satisfactoriamente su cometido. En todas las versiones se montan discos en el eje delantero y tambores en el trasero. La dirección, por su parte, tiene un tacto preciso, transmitiendo deportividad y seguridad al conductor. La combinación de dirección, chasis, motor y cambio hacen del manejo del Puma una divertida y gratificante experiencia, fundamentalmente en carreteras viradas.

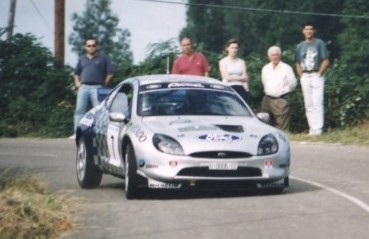
Daniel Alonso en el Rallye de Avilés 1999.

Cuenta además con ABS y control de tracción. Este modelo nunca llegó a equipar control de estabilidad. En materia de seguridad pasiva, montaba airbags para conductor y pasajero, barras de protección lateral y cinturones de seguridad con pretensores.
El salpicadero estaba tomado íntegramente del Fiesta, aunque algunas inserciones en imitación al aluminio conseguían darle un aspecto más racing, y lo diferenciaban del modelo original, como si de un tuning de fábrica se tratase. El cuadro de instrumentos, con los relojes en fondo blanco, contribuye también a realzar la deportividad.
Al tratarse de este tipo de vehículo, el espacio interior queda condicionado por sus formas exteriores. De esta manera, sólo está homologado para cuatro plazas, siendo las traseras demasiado pequeñas para adultos. Las delanteras pueden llegar a agobiar, asimismo, a personas de cierta talla. Las suspensiones, ideadas para ofrecer estabilidad por encima de todo, tampoco ayudan a la comodidad de los pasajeros, aunque en carreteras con buen firme ofrece un confort aceptable.
El maletero, por su parte, es bastante amplio y tiene capacidad suficiente para el equipaje de dos o tres personas en un viaje largo. 
La gama de colores, en el momento del lanzamiento, constituía un guiño de los desarrolladores a la historia del automóvil y a los países de origen de los modelos más legendarios. De esta manera, el Puma podía adquirirse únicamente en tres colores: rojo -en homenaje a los deportivos italianos-, verde oscuro -en clara referencia a los coches producidos en Gran Bretaña- y gris plata -como los más afamados modelos alemanes-.
Durante el tiempo en el que estuvo en el mercado, la gama experimentó ligeras variaciones. En el año 1999 se modificó el diseño las llantas, pasando de tener forma de ventilador con un ligero resalte a estar formadas por 9 radios rectangulares. Se amplió la gama de colores (aunque siempre dominó el denominado "plata perla") y se modificó el cuadro de instrumentos, en el que los velocímetros analógicos fueron sustituidos por digitales. Además, se varió la disposición de los testigos, dispersándose éstos por todo el cuadro y cambiándose su diseño tradicional por pilotos retroiluminados (la luz ilumina la silueta del icono representado en el piloto en un fondo negro). También se suprimió la regulación eléctrica de la altura del asiento del conductor, sustituyéndose por la regulación manual (más fiable y permitiendo mayor rango de movimiento).
En el año 2000, el motor 1,4 fue sustituido por uno de 1,6 L y 103 CV, que también montaba el Focus, y que otorgaba mejores prestaciones que el antiguo, acercándose de esta manera al 1,7. También se introdujo en este momento la tercera luz de freno, integrada en la tapa del maletero.
A partir de 2020, Ford ha vuelto a vender el Puma con un nuevo diseño. También incluye motorización híbrida.-

### Producción
El Puma nunca llegó a ser un éxito de ventas, debido, entre otras cosas, a su alto precio. Tras el cese de su producción, se le considera un modelo exclusivo y con cierta cotización en el mercado de coches usados.
En otros países de Europa, como Gran Bretaña o Alemania, se comercializaron otras versiones del Puma, como el Ford Racing Puma (potenciado hasta los 166 CV y con mejoras de equipamiento y estéticas) o el Ford Puma Futura (con tapicería de cuero y colores exclusivos).

Al año 2.025 la fábrica donde se produce el Ford Puma es la planta de Ford en Craiova, Rumania. Esta planta también produce el Ford EcoSport y el motor de gasolina 1.0 litros EcoBoost, que también se monta en el Puma. La producción del Ford Puma comenzó en 2019, y la planta ha experimentado inversiones significativas para adaptar sus instalaciones a la fabricación de este modelo, incluyendo la incorporación de tecnología Mild Hybrid.-